# Đức chiếm đóng Luxembourg trong Chiến tranh thế giới thứ hai

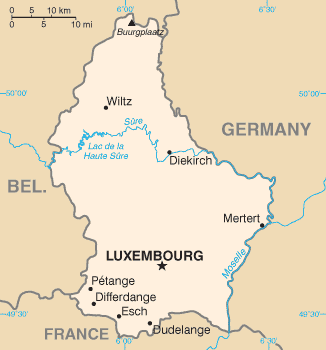
Bản đồ Luxembourg

Đức chiếm đóng Luxembourg trong Chiến tranh thế giới thứ hai bắt đầu vào tháng 5 năm 1940 sau khi Đại Công quốc Luxembourg bị Đức Quốc xã xâm chiếm. Mặc dù Luxembourg chính thức giữ vững tính trung lập, nó lại nằm ở một điểm chiến lược ở cuối phòng tuyến Maginot của Pháp. Ngày 10 tháng 5 năm 1940, quân đội Đức đã xâm chiếm Luxembourg, Bỉ và Hà Lan. Luxembourg bước đầu được đặt dưới một chính quyền quân sự nhưng sau đó lại biến thành một lãnh thổ thuộc quyền quản lý dân sự và cuối cùng sáp nhập trực tiếp vào nước Đức. Người Đức tin rằng Luxembourg là một quốc gia Đức và đã cố gắng ngăn chặn những gì họ cảm nhận cái gọi là ảnh hưởng văn hóa và ngôn ngữ của người Pháp. Mặc dù một số người dân Luxembourg có tham gia kháng chiến hoặc hợp tác với phía Đức, cả hai chỉ là một thiểu số trong dân chúng. Với tư cách là công dân Đức từ năm 1942, nhiều người Luxembourg đã nhập ngũ vào quân đội Đức. Gần 3.500 người Luxembourg gốc Do Thái bị giết chết trong Holocaust. Các nước Đồng Minh bắt đầu cuộc chiến giải phóng Luxembourg vào tháng 9 năm 1944, nhưng cuộc Tổng tiến công Ardennes đã ngăn chặn sự giải phóng toàn bộ đất nước cho đến đầu năm 1945.

## Đêm trước cuộc chiến
Thế chiến II bùng nổ vào ngày 1 tháng 9 năm 1939 đã đẩy chính phủ Luxembourg vào một tình huống nhạy cảm. Một mặt, sự cảm thông của người dân hướng về phía Bỉ và Pháp; mặt khác, do chính sách trung lập của đất nước kể từ sau Hiệp ước London năm 1867, chính phủ đã cẩn trọng lựa chọn lập trường không tham chiến đối với các nước láng giềng. Tính đến ngày 1 tháng 9, Đài phát thanh Luxembourg đã ngừng phát sóng. Vào mùa xuân năm 1940, công sự được dựng lên dọc biên giới với Đức và Pháp. Cái gọi là phòng tuyến Schuster đặt theo tên của người xây dựng ra nó, bao gồm các khối rào chắn bê tông lớn với cửa thép. Mục đích chính thức của các công trình này là để làm chậm bước tiến của bất kỳ đội quân xâm lược nào giúp cho người bảo đảm tính trung lập của Luxembourg có thì giờ tham chiến chống lại những kẻ xâm lược. Tuy nhiên, so với sức mạnh to lớn của quân đội Đức, nó chỉ có tính cách tượng trưng và giúp trấn an dân chúng. Ngoại trừ lực lượng tự vệ nhỏ bé Corps des Gendarmes et Volontaires, Luxembourg không có một lực lượng quân đội nào đủ sức kháng địch do những hạn chế của hiệp ước. Sau khi một số báo động giả vào mùa xuân năm 1940, xác suất của một cuộc xung đột quân sự giữa Đức và Pháp ngày càng tăng. Đức đã quyết định ngừng việc xuất khẩu than cốc cho ngành công nghiệp thép của Luxembourg.

## Diễn biến

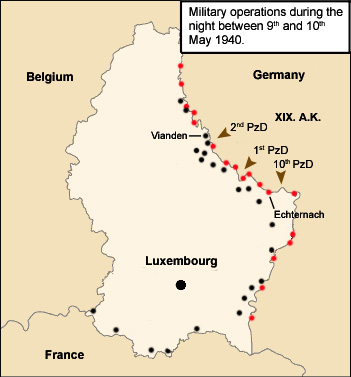
Wehrmacht tiến quân vào lãnh thổ Luxembourg từ đêm ngày 9 đến ngày 10 tháng 5 năm 1940.

Các cánh cửa thép của phòng tuyến Schuster được lệnh đóng cửa vào ngày 10 tháng 5 năm 1940 vào lúc 3h15, sau khi quân Đức di chuyển sang phía đông của biên giới sông Our, Sauer và Mosel. Trong lúc đó, lực lượng đặc biệt của Đức gọi là Stoßtrupp Lützelburg ăn mặc như dân thường và được sự hỗ trợ từ kiều dân Đức sống ở Luxembourg, cố gắng phá hoại đài phát thanh và các rào chắn dọc theo biên giới Đức-Luxembourg nhưng nỗ lực của họ đã thất bại. Hoàng gia Luxembourg đã được sơ tán khỏi nơi cư trú tại Colmar-Berg đến cung điện Đại Công tước ở Thành phố Luxembourg.
Lực lượng xâm lược của quân Đức bao gồm các Sư đoàn Panzer số 1, 2 và 10 bắt đầu vào lúc 4h35. Họ đã không gặp phải sự kháng cự nào đáng kể tiết nhằm cứu lấy một số cây cầu bị phá hủy và một số mỏ đất, vì đa số Quân đoàn Tình nguyện Luxembourg đều ở lại trong doanh trại của họ. Cảnh sát Luxembourg chống lại quân Đức nhưng không có kết quả gì mấy; thủ đô đã bị chiếm trước buổi trưa. Tổng số thương vong của phía Luxembourg lên tới 75 cảnh sát và binh lính bị bắt, sáu cảnh sát và một người lính bị thương. Vào lúc 8h, các đơn vị của Sư đoàn kỵ binh nhẹ số 3 Pháp của Tướng Petiet được sự hỗ trợ của Lữ đoàn Spahi số 1 của Đại tá Jouffault và đại đội số 2 của Tiểu đoàn thiết giáp số 5 đã vượt qua biên giới phía Nam để tiến hành một cuộc thăm dò quân đội Đức; rồi sau đó rút lui vào phía sau phòng tuyến Maginot. Vào chiều ngày 10 tháng 5 năm 1940, toàn bộ đất nước ngoại trừ phía Nam đã bị quân Đức chiếm đóng. Hơn 90.000 người dân phải sơ tán khỏi bang Esch-sur-Alzette như một hệ quả của bước tiến công. 47.000 người trốn sang Pháp, 45.000 người trốn vào miền trung và miền bắc Luxembourg.
Nữ Đại Công tước Charlotte và chính phủ của Thủ tướng Pierre Dupong đã kịp thời trốn sang Pháp, Bồ Đào Nha và Anh, trước khi cuối cùng định cư tại Canada trong thời gian chiến tranh. Charlotte sống lưu vong ở London đã trở thành một biểu tượng quan trọng của sự đoàn kết quốc gia. Con trai cả và người thừa kế của bà là Jean đã tình nguyện gia nhập quân đội Anh vào năm 1942. Đại diện chính thức còn lại là Albert Wehrer, người đứng đầu một ủy ban của chính phủ, cũng như 41 thành viên của Hạ nghị viện.

## Ách thống trị của Đức Quốc xã

### Chính quyền quân sự

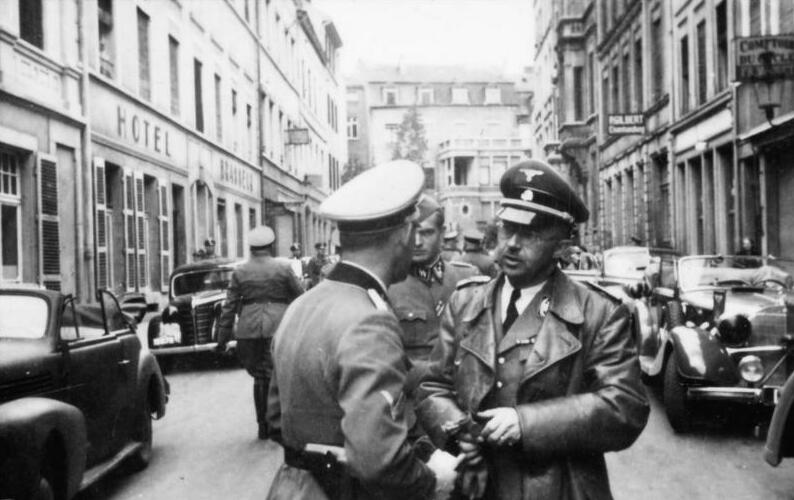
Heinrich Himmler viếng thăm Luxembourg vào tháng 7 năm 1940

Sáng sớm ngày 10 tháng 5 năm 1940, đại sứ Đức Von Radowitz đã trao cho tổng thư ký của chính phủ Luxembourg một biên bản ghi nhớ từ chính phủ Đức, nói rằng người Đức không có ý định thay đổi sự toàn vẹn lãnh thổ và độc lập chính trị của Đại Công quốc. Ngày hôm sau, một chính quyền quân sự Luxembourg đã được thiết lập. Quyền lợi của người Luxembourg được đại diện bởi một ủy ban của chính phủ dưới quyền Albert Wehrer, bao gồm các công chức cấp cao đã được Hạ nghị viện hợp pháp hóa. Có một mối quan hệ tốt đẹp giữa ủy ban này với chính quyền quân sự, như Đại tá Schumacher đã cho thấy một thái độ cởi mở hướng tới các vấn đề của đất nước và sẵn sàng giải quyết mọi việc thông qua việc hội đàm với ủy ban chính phủ.
Ngày 13 tháng 7 năm 1940, Volksdeutsche Bewegung (VdB) được thành lập tại Thành phố Luxembourg dưới sự lãnh đạo của Damian Kratzenberg, một giáo viên tiếng Đức tại Athénée de Luxembourg. Mục tiêu chính của nó là thúc đẩy người dân hướng tới một vị trí thân nhờ vào phương tiện tuyên truyền và là tổ chức đã sử dụng cụm từ Heim ins Reich.
Một số đại biểu, công chức cấp cao có ý kiến rằng Luxembourg có thể giữ lại một biện pháp tự chủ dưới thời chính quyền quân sự như đã xảy ra trong Thế chiến I, và nỗ lực này được thực hiện để đi đến một số loại thỏa thuận với Đức. Tuy nhiên, các nhà chức trách ở Berlin đã khẳng định rằng số phận của Luxembourg sẽ rất khác nhau vào lúc này. Đức Quốc xã chỉ coi người Luxembourg như là một nhóm sắc tộc Đức khác và Đại Công quốc là một lãnh thổ Đức. Chính quyền quân sự phải rời khỏi Luxembourg vào ngày 31 tháng 7 năm 1940 và được thay thế bằng một chính quyền dân sự dưới sự lãnh đạo của Gustav Simon.

### Chính quyền dân sự và sáp nhập
Gustav Simon được Oberkommando des Heeres bổ nhiệm làm Chef der Zivilverwaltung (CdZ; "Trưởng cơ quan dân sự") vào ngày 21 tháng 7 năm 1940. Luxembourg sau đó đã được đưa vào CdZ-Gebiet Luxemburg vào ngày 29 tháng 7. Mặc dù ban đầu nằm dươi quyền cơ quan quân sự ở miền bắc nước Pháp và Bỉ, Simon đã được đích thân Adolf Hitler phê chuẩn trong lần bổ nhiệm của ông vào ngày 2 tháng 8, biểu thị rằng ông ta đã báo cáo trực tiếp lên Führer (Quốc trưởng) mà không phải ai khác. Điều này đã mang lại cho Simon mức độ tự chủ rộng lớn với sự dính dáng đến các cơ quan quân sự và dân sự của Đức Quốc xã.
Simon, cũng là một Gauleiter của láng giềng Gau Trier-Koblenz, về sau là Moselland (Gauleiter là một danh hiệu biểu thị sự lãnh đạo của một chi nhánh khu vực của đảng Quốc xã), dẫn đầu một chiến dịch tuyên truyền và khủng bố sau đó được biết đến với tên gọi Heim ins Reich, để thuyết phục người dân rằng họ thuộc về dân tộc Đức và là một phần tự nhiên của Đế chế thứ ba. Mục tiêu của ông là "để đưa Luxembourg giành chiến thắng trở về với nước Đức càng sớm càng tốt." Ông thuyết phục người Luxembourg rằng chỉ cần một trình độ giáo dục và giác ngộ để tự nguyện tuyên thệ lòng trung thành của họ với nước Đức. Ông suy luận này từ niềm tin của mình rằng họ, trên thực tế có quan hệ "máu mủ và huyết thống" với Đức. Về phần Gauleiter, việc người Luxembourg độc lập là một "ý tưởng vô lý", mà chỉ có thể tồn tại là nhờ chế độ quân chủ và chính phủ đã nuôi dưỡng nó. nếu người Luxembourg cho thấy bằng chứng họ thuộc về nước Đức thì ý chí độc lập sẽ phải tan biến.

## Đời sống trong đất nước bị chiếm đóng
Công chúng đã phản ứng chậm chạp lúc đầu, vẫn cảm thấy sốc từ cuộc xâm lược năm 1914–1918. Hơn nữa hoàng gia và chính phủ đã âm thầm trốn sang sống lưu vong. Phần lớn người dân vẫn giữ sự bình tĩnh xuống mức thấp để tránh bất kỳ cuộc xung đột nào với chính quyền; những người khác tham gia vào các hành động phản kháng thụ động.

### Đức hóa
Chính quyền của Simon đến Luxembourg để hoàn toàn thuyết phục người dân Luxembourg rằng tiến trình "Đức hóa" của họ chỉ đơn thuần nằm dưới một lớp mỏng ở mặt ngoài ảnh hưởng của Pháp. Điều này sẽ có nghĩa là với một chút kiên quyết "làm sáng tỏ" bởi chính quyền của ông, đặc điểm Đức của dân chúng về cơ bản sẽ tiết lộ ra chính nó. 
Simon đã có hai mục tiêu rõ ràng:
- Sự phát xít hóa và Đức hóa của Luxembourg, tức là bài trừ tất cả mọi thứ không có nguồn gốc Đức, giống như tên gọi tiếng Pháp và từ gốc Pháp hay một lối sống Pháp.
- Việc tiêu huỷ và chia cắt của các cơ quan nhà nước Luxembourg, và việc sáp nhập nước này vào Đế chế thứ ba.

Một loạt sắc lệnh đầu tiên của ông nhằm thực hiện chính sách này rất rõ ràng:
- Ngày 6 tháng 8 năm 1940: Tiếng Đức trở thành ngôn ngữ chính thức duy nhất và việc sử dụng tiếng Pháp đều bị cấm. Lệnh cấm được áp dụng vào việc sử dụng chính thức và hành chính cũng như đời sống hàng ngày. Ngoài những từ biểu hiện tác phong nhã nhặn trong tiếng Pháp như "Bonjour", "Merci", "Monsieur", "Madame", v.v... còn bao gồm: mọi người chào hỏi nhau đều phải nói câu "Heil Hitler".[3]
- Mùa thu năm 1940: Các đảng phái chính trị và công đoàn độc lập, Quốc hội và Conseil d'Etat đều bị giải tán. Tất cả các tổ chức xã hội dân sự và báo chí buộc phải chịu sự kiểm soát của Đức Quốc xã.
- Đến cuối năm 1940, người Đức đã cho du nhập luật lệ của mình vào Luxembourg bao gồm Sondergerichte và Luật Nuremberg.
- Ngày 31 tháng 1 năm 1941: Họ tên tiếng Pháp và tên gọi đường phố, thị trấn, cửa hàng và công ty đều phải Đức hóa, do đó được dịch sang bản sao Đức của nó hoặc đơn giản là thay thế bằng một cái gì đó mang hơi hướng tiếng Đức hơn.[2][3] Chẳng hạn như Henri trở thành Heinrich, Dupont trở thành Brückner.
- Ngày 18 tháng 2 năm 1941: Cấm người dân đội mũ nồi (một loại mũ lưỡi trai truyền thống đến từ xứ Bắc Basque).[3]
- Từ tháng 5 năm 1941 nhiều thanh niên Luxembourg được lệnh gia nhập lực lượng Reichsarbeitsdienst.[2]

Một chiến dịch tuyên truyền khổng lồ đã được đưa ra nhằm gây tác động đến dân chúng. trong khi không chỉ những người bất đồng chính kiến và nhà phê bình mà còn cả giáo viên, cán bộ và doanh nhân hàng đầu đều bị đe dọa mất việc làm, trừ khi họ gia nhập các tổ chức phát xít, dẫn đến sự gia tăng việc tuyển dụng từ mọi ngành nghề. Một trung tâm đăng ký ghi nhận những ý kiến cá nhân về chế độ phát xít của hầu hết mọi người dân. Những người dám công khai phản đối chế độ sẽ bị mất việc làm hoặc bị trục xuất, chủ yếu là sang miền Đông Đức và trong trường hợp xấu nhất bị gửi đến các trại tập trung khiến họ phải bỏ mạng ngay tại đây.
Chính quyền chiếm đóng đã cố gắng bao phủ Luxembourg bằng một mạng lưới các tổ chức chính trị, xã hội và văn hóa như vậy vẫn còn tồn tại ở nước Đức bao gồm Hitlerjugend, Bund Deutscher Mädel, Winterhilfswerk, NS-Frauenschaft và Deutsche Arbeitsfront.

### Giáo hội Công giáo
Giáo hội Công giáo tại Luxembourg tương đối im lặng trong suốt cuộc chiến và chẳng có lập trường nào về số phận của người Do Thái hay chế độ phát xít. Một mặt, Giám mục Joseph Laurent Philippe lại nằm liệt giường vì bệnh tật, và do đó đã không lời tuyên bố nào cung cấp cho phe đối lập đang hoạt động. Mặt khác, đức giám mục không muốn tiếp tục chống đối quân chiếm đóng và gây nguy hiểm cho đời sống tôn giáo vốn đã mong manh của Giáo hội, phải chịu rất nhiều hạn chế trong thời chiến. Tuy thế, Giám mục Philippe đã từ chối gặp gỡ các nhà lãnh đạo Đức Quốc xã và có chuẩn bị trong trường hợp chức vụ của mình bị bỏ trống.
Giáo hội đã nhìn thấy sự tồn tại của nó bị đe dọa khi dần dần bị đẩy ra khỏi đời sống công cộng bằng các chính sách chống tôn giáo của Đức Quốc xã: các sự kiện tôn giáo chung chẳng hạn như lễ kỷ niệm Octave hoặc múa diễu hành đều bị cấm, các tổ chức Công giáo bị giải thể, giáo dục tôn giáo trong các trường học bị bãi bỏ, và một lệnh cấm các dòng tu hoạt động. Đồng thời, việc quản lý giáo phận vẫn là một trong số rất ít các tổ chức của người Luxembourg còn được nguyên vẹn trong chiến tranh, mặc dù điều này là chắc chắn trong chốc lát, và việc trục xuất giám mục đã được suy xét cẩn thận bởi chính quyền chiếm đóng.

### Lực lượng kháng chiến
Chỉ có một phần nhỏ dân số nước này tham gia vào Lực lượng kháng chiến Luxembourg. Quá trình thành diễn ra tự phát và chậm chạp vào lúc đầu. Các nhóm đầu tiên được thành lập từ mùa thu năm 1940 đến mùa hè năm 1941. Vào lúc khởi đầu họ hoạt động mà không có sự phối hợp và xuất phát từ những động cơ khác nhau, ví dụ phe cánh Tự do đối lập với chính sách chống Do Thái và ủng hộ dân chủ cũng như người Công giáo bảo thủ với đôi khi có ít nhiều khuynh hướng chống Do Thái. Một số thể loại này cũng đồng thời phản đối việc Liên Xô và "chủ nghĩa Judeo-Bolshevik", hy vọng rằng các tướng Phổ của Wehrmacht sẽ đánh bại Joseph Stalin và Hồng quân, trong khi cùng lúc che giấu người Do Thái và giáo sĩ chống phát xít ở lẫn vào nhau trong trang trại của họ. Quân kháng chiến Luxembourg còn được sự tham gia của Đảng Cộng sản Luxembourg sau khi Đức xâm lược Liên Xô vào tháng 6 năm 1941.
Các hoạt động của phong trào kháng chiến phần lớn đều hướng tới phá hoại ngầm sự độc quyền của Đức về thông tin, và hỗ trợ tinh thần cho người dân bằng cách phân phát chống tuyên truyền thông qua hình thức truyền miệng, truyền đơn, tờ rơi và sau đó là toàn bộ các tờ báo. Ngoài ra, quân Kháng chiến còn giúp đỡ tù binh và những phi công bị bắn rơi của phe Đồng Minh, "binh sĩ đào ngũ" từ Wehrmacht và một số người dân Luxembourg khác đang trong cơn nguy ngập phải vượt biên vào Bỉ hoặc Pháp. Sự ra đời của lao động cưỡng bức và nghĩa vụ quân sự vào Wehrmacht đã bổ sung thêm nhiệm vụ của quân Kháng chiến: một số lượng lớn thanh niên Luxembourg từ chối phục vụ trong lực lượng vũ trang Đức giờ phải ẩn náu trên khắp đất nước đều được họ giữ gìn an toàn và chu cấp ăn uống, hoặc giúp đỡ trốn ra nước ngoài. Sự quyên góp lương thực và tiền bạc còn được dùng để giúp đỡ các gia đình của những người bị bắt giữ, trục xuất hoặc bị sa thải khỏi công ăn việc làm. Một phần quan trọng trong các hoạt động ngày càng gia tăng của quân Kháng chiến là cung cấp tin tình báo quân sự, chính trị và kinh tế cho phe Đồng Minh. Trong lúc xảy ra một số hành vi phá hoại, hiếm khi nào quân Kháng chiến lộ diện và được coi là quá mạo hiểm trong một đất nước nhỏ bé không có chỗ hẻo lánh nào để mà rút lui sau mỗi phi vụ. Đối với lý do tương tự, việc quân Kháng chiến tiến hành chiến đấu vũ trang chống lại những kẻ chiếm đóng là rất hiếm. Cuối cùng, nhiều phong trào đã liên lạc với chính phủ lưu vong, quân Đồng Minh, và các phong trào kháng chiến Pháp và Bỉ, với nhiều người trẻ tuổi đã gia nhập lực lượng kháng chiến vũ trang ở Pháp và Bỉ.

#### Phản kháng thụ động

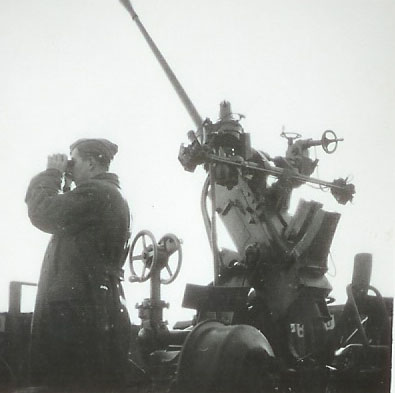
Người Luxembourg phục vụ trong quân đội Đức với tên gọi Luftwaffenhelfer

Kháng cự thụ động bất bạo động đã lan rộng tại Luxembourg trong suốt giai đoạn này. Từ tháng 8 năm 1940, Spéngelskrich ("Cuộc chiến những cái ghim") đã diễn ra khi người dân Luxembourg đeo những cái huy hiệu yêu nước (miêu tả màu sắc quốc gia hoặc nữ Đại Công tước) phải hứng chịu những đòn tấn công từ VdB.
Tháng 10 năm 1941, quân chiếm đóng Đức đã làm một cuộc khảo sát thường dân Luxembourg để hỏi về phát biểu quốc tịch của họ, tiếng mẹ đẻ của họ và nhóm chủng tộc của họ, nhưng trái với mong đợi của Đức, 95% trả lời "Luxembourg" cho mỗi câu hỏi. Việc từ chối tuyên bố mình là công dân Đức đã dẫn tới việc nhà cầm quyền ra lệnh bắt giữ hàng loạt.
Nghĩa vụ quân sự đặc biệt không được người dân ưa thích. Ngày 31 tháng 8 năm 1942, chính phủ công bố nghĩa vụ quân sự sẽ được mở rộng dành cho tất cả nam giới sinh ra từ năm 1920 đến năm 1927, một cuộc đình công bắt đầu nổ ra ở thị trấn phía bắc Wiltz. Các cuộc đình công lan rộng nhanh chóng, làm tê liệt các nhà máy và ngành công nghiệp của Luxembourg. Nhà cầm quyền đã nhanh chóng dập tắt cuộc đình công và bắt giữ các nhà lãnh đạo của phong trào này. 20 người bị đưa ra xét xử qua loa trước tòa án đặc biệt (tiếng Đức gọi là "Standgericht") và bị xử bắn ở gần trại tập trung Hinzert. Tuy nhiên, các cuộc biểu tình chống lại nghĩa vụ quân sự vẫn tiếp tục và 3.500 người Luxembourg đã đào ngũ sau khi bị bắt đi lính cho quân đội Đức.

### Cộng tác
Sự cộng tác với Đức Quốc xã là một khía cạnh ít được nhắc đến tại Luxembourg. Những cộng tác viên chủ yếu được tìm thấy trong Volksdeutsche Bewegung, một tổ chức ủng hộ chế độ Đức Quốc xã và tham gia việc chia cắt đất nước Luxembourg. Các thành viên trung thành nhất gia nhập tổ chức đều xuất phát từ những cá nhân phải chịu áp lực hoặc những kẻ cơ hội. Một số nhà sử học ước tính rằng số lượng cộng tác viên gần tương đương quân kháng chiến. Khoảng 2.000 cộng tác viên đã bị kết tội phản quốc sau khi kết thúc chiến tranh, trong đó có chín cá nhân bị xử tử. Số khác vẫn còn bị giam giữ cho đến những năm 1950 thì mới được ân xá toàn bộ.

### Đàn áp
Đối mặt với sự phản đối từ công chúng, chính quyền chiếm đóng đã cho tiến hành các biện pháp tàn bạo chống lại bất kỳ hình thức kháng cự nào. Sau cuộc tổng đình công năm 1942, Gustav Simon tuyên bố tình trạng khẩn cấp và mở đầu cho Standgerichte của Đức, Hàng ngàn người đã bị nhà cầm quyền bắt giữ và tra tấn. Hàng trăm người đã chết trong các trại tập trung. Toàn bộ các gia đình đã bị trục xuất sang miền Đông Đức và được các gia đình Đức thay thế, chủ yếu đến từ miền Nam Tyrol và Đông Âu. Vào tháng 8 năm 1940, Gestapo đã thành lập trụ sở chính tại Villa Pauly ở Thành phố Luxembourg, với một dãy văn phòng ở Villa Seligmann tại Esch và Villa Conter ở Diekirch.
Ngày 9 tháng 9 năm 1942, Gauleiter đã công bố một "chiến dịch tái định cư dành cho người Luxembourg. Từ đó cho đến năm 1944, hơn 1.410 gia đình (4.200 cá nhân) được tái định cư ở phía Đông, Sudetenland và Thượng Silesia. Họ mất hết mọi tài sản của mình và được giáo dục để trở thành "người Đức tốt", hơn nữa còn bị cấm quay trở về Luxembourg. Từ năm 1943 trở đi, ngoài các gia đình bị trục xuất vì lý do chính trị, người Đức đã bắt đầu tái định cư các gia đình có con cái trốn tránh nghĩa vụ quân sự vào Wehrmacht hoặc những kẻ đào ngũ khỏi đơn vị của mình. Trong số người tái định cư này có tới 73 người đã chết trong trại, trong đó có 9 trẻ em, chủ yếu là do suy dinh dưỡng và thiếu thốn các phương tiện y tế cần thiết.

## Thảm họa diệt chủng người Do Thái
Trước cuộc xâm lược, có 3.900 người Do Thái sống ở Luxembourg, nhiều người trong số họ là dân tị nạn từ Đức và Áo. Vào đêm ngày 10 tháng 5 năm 1940, khoảng 1.600 người trong số họ đã rời khỏi đất nước. Sau khi Simon giới thiệu Luật Nuremberg, cuộc sống càng trở nên khốn khó đối với dân Do Thái. Cửa hàng, tài sản và tiền bạc của họ đều bị tịch thu và tất cả nhân viên người Do Thái bị sa thải. Họ không được phép vào bên trong các công trình công cộng hoặc nuôi thú cưng. Cho đến ngày 15 tháng 10 năm 1941, thêm 1.500 người Do Thái phải rời khỏi đất nước theo lệnh của nhà cầm quyền. Gestapo còn hộ tống họ đến Pháp và Tây Ban Nha nhưng kể từ khi họ bị các nước này từ chối nhập cảnh, người Do Thái đã phải làm một cuộc hành trình bất tận.
Ngày 23 tháng 8 năm 1941, một lệnh giới nghiêm dành cho dân Do Thái và họ bị hạ xuống thành công dân hạng hai. Các giáo đường Do thái ở Thành phố Luxembourg và Esch-sur-Alzette đều bị phá hủy không thương tiếc; một số ở Ettelbruck và Mondorf-les-Bains thì bị tàn phá nghiêm trọng. Đức Quốc xã còn tập trung nhiều nhất trong số 800 người Do Thái còn lại trong tu viện cũ ở Fünfbrunnen. Rồi từ đây, họ bị trục xuất trên 7 chuyến xe lửa từ ngày 16 tháng 10 năm 1941 đến ngày 17 tháng 6 năm 1943 đi đến các khu ổ chuột ở Litzmannstadt và các trại tập trung tại Lublin và Theresienstadt, và từ năm 1943 đã trực tiếp đến trại diệt chủng Auschwitz.
Một người Do Thái nổi tiếng còn sống sót là Alfred Oppenheimer, một thành viên của Consistoire (tương tự như các Hội đồng Do Thái tại những nước Đông Âu bị chiếm đóng). Ông cùng với gia đình bị trục xuất đến một trại tập trung, nơi vợ ông bị giết chết và sau đó được chuyển đến Auschwitz, nơi đứa con trai Rene của ông cũng chết vì nhiễm hơi độc. Alfred Oppenheimer đã sống sót ở trại tử thần và là một trong những nhân chứng tại phiên tòa xét xử Adolf Eichmann. Ông trở lại sống ở Luxembourg cho đến khi qua đời ở độ tuổi trên 90, và được biết đến với sự tham gia của mình nhằm giáo dục công chúng về chế độ phát xít và thảm họa diệt chủng Holocaust. Prix René Oppenheimer được tạo ra theo ký ức của con trai ông.
Ngày 17 tháng 6 năm 1943, Gustav Simon đã công bố Luxembourg chính thức trở thành Judenfrei (khu vực sạch bóng người Do Thái). Từ 683 người Do Thái bị trục xuất, chỉ còn lại 43 người sống sót.

## Giải phóng

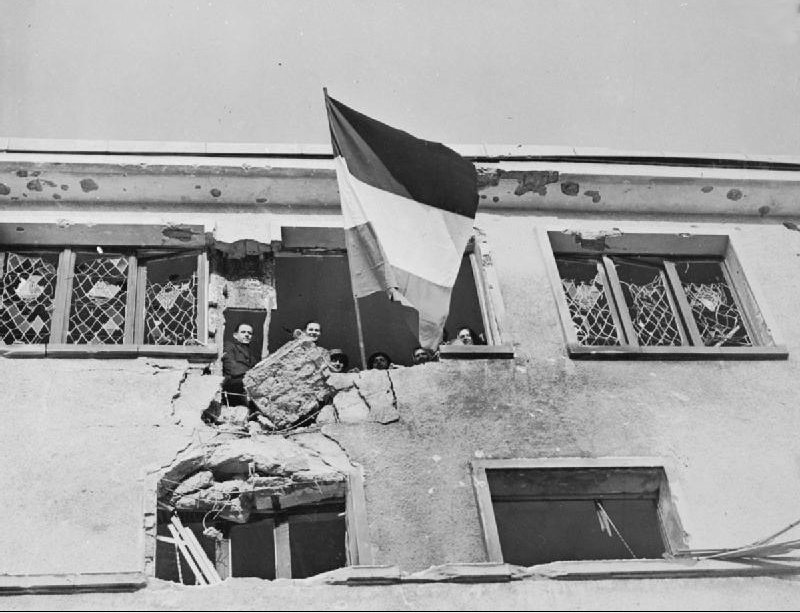
Thường dân tại Wiltz treo cờ Luxembourg trong suốt quá trình quân đội Mỹ giải phóng thị trấn.

Luxembourg được quân Đồng Minh giải phóng vào tháng 9 năm 1944. Quân đội Mỹ đầu tiên tiến vào lãnh thổ Luxembourg gần Petange vào ngày 9 tháng 9 và giải phóng thủ đô vào ngày 10 tháng 9 năm 1944. Người Đức rút lui mà không chiến đấu. Đến ngày 12 tháng 9, 90% lãnh thổ của Đại Công quốc đã được giải phóng. Một tháng trước khi bắt đầu trận chiến Ardennes, 250 binh sĩ của lực lượng Waffen-SS đã gặp thất bại khi cố chiếm lại thị trấn Vianden từ tay quân kháng chiến Luxembourg trong trận Vianden. Trong suốt quá trình diễn ra trận Ardennes, phần phía bắc của đất nước bị trúng phải pháo kích từ một đơn vị đặc biệt mà người Đức dự kiến bắn đạn trái phá V-3 lên đến 40 km (25 dặm), nhưng họ đã không chiếm lấy thành phố.

## Thiệt hại
Tổng cộng đã có 5.700 công dân Luxembourg thiệt mạng trong Thế chiến II, tương ứng với 2% dân số năm 1940, được coi là nước có tổn thất nhân mạng cao nhất ở Tây Âu.

## Di sản
Chính phủ lưu vong vào năm 1941 đã tuyên bố tất cả các biện pháp của những kẻ chiếm đóng quân Đức không còn hiệu lực nữa rồi được tái khẳng định vào năm 1944. Tuy nhiên họ còn nói rằng "[Kh]ông phải tất cả mọi thứ đều xấu trong hệ thống của Đức, chúng tôi sẽ làm tốt hơn để bảo tồn một số thể chế mà họ đã du nhập." Do đó, khi chính phủ lưu vong trở về đã cho phép các quy định và sự sắp xếp nhất định của người Đức trong các lĩnh vực luật lao động, luật về thuế và pháp chế xã hội được giữ lại một cách hiệu quả.
Trung tâm Tư liệu và nghiên cứu về phong trào Kháng chiến và Trung tâm Tư liệu và Nghiên cứu về Nghĩa vụ quân sự bắt buộc được thành lập vào năm 2002 và 2005, để tiến hành nghiên cứu về thời kỳ chiếm đóng của Đức Quốc xã dưới sự tài trợ của chính phủ. Thời kỳ quân Đức chiếm đóng Luxembourg xuất hiện trong những bộ phim truyền hình sau đây: Déi zwéi vum Bierg (1985), Der neunte Tag (2004), Réfractaire (2009) và Emil (2010); nó còn là chủ đề của bộ phim tài liệu năm 2004 nhan đề Heim ins Reich.